# Fred Valle
Fred Valle (Aguadilla, Puerto Rico, 8 de mayo de 1949) es un actor puertorriqueño que ha trabajado en diferentes telenovelas. Ha actuado en Tierra de pasiones, y Perro amor. Estuvo casado con  la actriz Puertorriqueña Miriam Colón.

## Carrera
Después de terminar estudios en Puerto Rico, viaja a Estados Unidos y hace apariciones especiales en series como: General Hospital, All My Children, Law & Order, Third Watch y The Shield, todo esas series en casi 3 décadas. Hace su debut en telenovelas en 2004 con, Inocente de ti, como William Smith.
Obtiene un papel secundario en la telenovela Tierra de Pasiones, donde interpreta a Gustavo Contreras, junto a Gabriela Spanic, Saúl Lisazo, Catherine Siachoque, Héctor Suárez. Hace su debut en el cine con la película Carpe Diem, en 2009, donde interpreta a Dimitri. Un año después aparece en la telenovela Perro amor, como Fernando Valdirí, junto a Carlos Ponce, Ana Lucía Domínguez, Maritza Rodríguez y Khotan Fernández.
En el 2010, hace su segunda película titulada Ilegales, donde interpreta a Ricardo Gutiérrez. Le sigue otra película titulada Spare Change, donde interpreta a Luis Crawls. En el 2011, obtiene un papel principal en la telenovela Una maid en Manhattan, donde interpreta a Tyron Parker. Actuando al lado de Litzy, Eugenio Siller, Vanessa Villela y Paulo Quevedo.
Más recientemente hace un papel secundario en Santa diabla, interpretando a Gaspar Cano. Actúa al lado de Gaby Espino, Carlos Ponce, Aarón Díaz, Ximena Duque y Frances Ondiviela, en 2013.

## Filmografía

### Telenovelas
- 2004- Inocente de ti ... William Smith
- 2006- Tierra de Pasiones ... Gustavo Contreras
- 2010- Perro amor ... Fernando Valdirí
- 2011- Una maid en Manhattan ... Tyron "Ty" Parker
- 2013- Santa diabla ... Gaspar Cano
- 2019- Betty en NY ... Steve Parker

### Películas
- 2006- Bella
- 2009- Carpe Diem ... Dimitri
- 2010- Ilegales ... Ricardo Gutiérrez
- 2010- Spare Change ... Luiz Crawls

### Series
- 1983- General Hospital
- 1986- All My Children
- 1990- Law & Order
- 1999- Third Watch
- 2002- The Shield
- 2021- Sombras ( Limited Series)[2]

### Teatro
- La carreta
- Tropicana
- View of the Father
- La Lupe

## Premios y nominaciones
| Año  | Premiación       | Categoría    | Trabajos     | Resultados |
| ---- | ---------------- | ------------ | ------------ | ---------- |
| 2014 | Premios Tu Mundo | Primer actor | Santa diabla | Nominado   |